# La Correspondencia Española
La Correspondencia Española fue un periódico editado en la ciudad francesa de París en 1898.

## Descripción
Subtitulado «diario de información, escrito en francés, inglés y alemán», se repartió gratis entre el 1 de enero y el 1 de junio de 1898. Su objetivo, según Navarro Cabanes, era «informar verídicamente a la Prensa extranjera de los asuntos de España, y en particular de los relacionados con el movimiento carlista». Tuvo como director a Álvaro Saavedra.